# Samuel Ogazi
Samuel Ogazi (Kaduna, 14 maggio 2006) è un velocista nigeriano che ha vinto la medaglia di bronzo ai Campionati africani nei 400 metri piani.

## Record nazionali
Seniores
- Staffetta 4x400 m mista: 3'11"99 ( Parigi, 2 agosto 2024) (Samuel Ogazi, Ella Onojuvwevwo, Ifeanyi Emmanuel Ojeli, Patience Okon George)

## Progressione

### 400 metri piani
| Stagione | Misura | Luogo      | Data      | Rank. Mond. |
| -------- | ------ | ---------- | --------- | ----------- |
| 2024     | 44"41  | Parigi     | 6-8-2024  |             |
| 2023     | 45"91  | Abuja      | 26-5-2023 |             |
| 2022     | 47"79  | Benin City | 25-6-2022 |             |

## Palmarès
| Anno | Manifestazione              | Sede          | Evento        | Risultato | Prestazione | Note            |
| ---- | --------------------------- | ------------- | ------------- | --------- | ----------- | --------------- |
| 2022 | Mondiali U20                | Cali          | 4x400 m mista | Batteria  | dq          |                 |
| 2023 | Campionati africani U18     | Ndola         | 200 m piani   | Oro       | 20"93       |                 |
| 2023 | Campionati africani U18     | Ndola         | 400 m piani   | Oro       | 46"01       |                 |
| 2023 | Giochi del Commonwealth U18 | Port of Spain | 200 m piani   | Oro       | 21"22       |                 |
| 2023 | Giochi del Commonwealth U18 | Port of Spain | 400 m piani   | Oro       | 46"99       |                 |
| 2023 | Giochi del Commonwealth U18 | Port of Spain | 4x400 m mista | 4º        | 3'28"31     |                 |
| 2024 | World Relays                | Nassau        | 4x400 m mista | 4º        | 3'12"82     | Record africano |
| 2024 | Campionati africani         | Douala        | 400 m piani   | Bronzo    | 45"47       |                 |
| 2024 | Giochi olimpici             | Parigi        | 400 m piani   | 7º        | 44"73       | [ 1 ] [ 2 ]     |
| 2024 | Giochi olimpici             | Parigi        | 4x400 m       | Batteria  | dq          |                 |
| 2024 | Giochi olimpici             | Parigi        | 4x400 m mista | Batteria  | 3'11"99     | Record africano |